# Portrait de Jacques Galos
Le Portrait de Jacques Galos est une huile sur toile peinte par Francisco de Goya (1746-1828). Il est exposé dans la collection de la Fondation Barnes à Philadelphie,.

## Contexte
Après la fin de la guerre d'indépendance espagnole menée contre Napoléon et la restauration de monarchie absolue,  les libéraux et les partisans d'une monarchie constitutionnelle -  afrancesados - sont persécutés en Espagne. Goya, partisan de ces idées progressistes et qui avait noué des amitiés avec des français craignait d'être persécuté et  se réfugia en 1824 à Bordeaux, ville qui concentrait une partie de la bourgeoisie espagnole en exil.
Jacques Galos (1774-1830) était un financier français. Il avait déménagé à Bordeaux en 1804 et avait vécu plusieurs années à Pampelune. Il fut l'un des fondateurs de la Caisse d'épargne à Bordeaux fondée en 1819, puis directeur de la Banque de Bordeaux. En 1827, il devint membre de la Chambre de commerce. C'était un libéral bien connu qui fut élu député après la révolution de 1830, année au cours de laquelle il mourut à l'âge de 54 ans. Galos faisait partie du cercle d'amis de Goya à Bordeaux et qui contribua à améliorer la situation financière du peintre, que Goya mentionnait souvent dans ses lettres à son fils Javier. Il acquit une série de lithographies Les Taureaux de Bordeaux et fut responsable de la gestion de l'héritage de Goya après sa mort. Lettres Goya témoignent de sa grande confiance en son ami.
Goya réalisa de nombreux portraits de son ami, en signe de gratitude pour l'aide apportée  dans son exil et durant cette période d'incertitude. Le portrait de Jacques Galos fut réalisé en 1826, peu de temps avant ou après le dernier voyage de Goya à Madrid. Galos est vêtu d'une veste bleue à boutons d'or, d'une chemise blanche et d'une cravate. Ses cheveux noirs sont peints par de vigoureuse des touches de gris. Goya lui a donné une apparence distinguée et son visage reflète une  grande confiance. Le fond neutre est fait de coups de pinceau lumineux et vigoureux.